# Годигизел
Годигизел (359 – 406) е крал на вандалите до смъртта си през 406 г. Убит е в битка през 406 г., малко преди неговите съплеменници да пресекат река Рейн и да нахлуят на територията на Римската империя.
Годигизел е наследен от най-големия си оцелял син Гундерик, който предвожда вандалите в Галия и по-късно в Испания. Но той е повече известен като баща на Гейзерик, който наследява Гундерик през 428 година и управлява 49 години, основавайки най-силното кралство в Северна Африка.